# 1,4-다이클로로벤젠
1,4-다이클로로벤젠(IUPAC: 1,4-Dichlorobenznene) 또는 관용명:파라디클로로벤젠(Para-Dichloro-Benzene)은 벤젠에서 수소 원자 2개가 염소 원자 2개로 바뀌어 염소 원자 2개가 서로 180도 방향으로 있는 화합물이다.
C6H6 + 2 Cl2 → C6H4Cl2 + 2 HCl
녹는점 53도, 최대 녹는점 55도, 끓는점 174도, CAS번호 106-46-7. 의류 방충용으로 사용되며, 심하면 백내장을 일으킬 수 있다.

## 같이 보기
- 방향제
- 장뇌
- 좀약